# Blindeninstitut
Ein Blindeninstitut ist eine soziale Einrichtung für sehbehinderte und blinde Menschen. 1804 begründete Johann Wilhelm Klein in Wien das erste Blindeninstitut im deutschsprachigen Raum.

## Regionale Einrichtungen

### Bayern und Thüringen
Die Blindeninstitutsstiftung unterhält Blindeninstitute in Würzburg, München, Rückersdorf (bei Nürnberg), Regensburg, Thüringen (Schmalkalden und Erfurt), am Untermain (Elsenfeld und Niedernberg) sowie in Oberfranken (Kulmbach). Die Stiftung hat ihren Sitz in Würzburg und wurde im Jahr 1853 gegründet.